# أحمد العمري
أحمد العمري (21 يناير 1975 -) ممثل أردني من مواليد عمّان، قام بالعديد من الأدوار في الدراما العربية عامة والدراما الأردنية خاصة، حاصل على شهادة البكالوريوس من جامعة اليرموك قسم المسرح تمثيل وإخراج عام 1997، وحاز على جائزة أفضل ممثل للعام 2009 من مهرجان المسرح الأردني 
عضو نقابة رابطة الفنانين الأردنيين، ويهتم دائماً بتقديم مسرحية سنوياً، يفضل تقديم الأدوار المركبة، واشترك في العديد من الأعمال المسرحية كممثل وكمخرج، وله بعض المحاولات في التأليف المسرحي وقد شارك في مهرجانات مسرحية وسينيمائية منها الأردن، العراق، تونس، سوريا، مصر، إيطاليا، ألمانيا.
وقام بمسرحية أردنية ألمانية وهي مسرحية الجانب الآخر من سجادة The back side of the carpet فكرة ونص وتمثيل وإخراج جماعي أحمد العمري و Karl Tebbe و Faisal Abdel Aziz و Abdel Razzag Mattaryeh و Gudrun Lange.
وهو عضو مؤسس في فرقة Badathea Group وهي فرقة إيطالية للمخرج الإيطالي Nicola Valantzano وقدم العديد من الأعمال المسرحية منها عرس الدم وسالومي.

## الجوائز
حصد الفنان أحمد العمري العديد من الجوائزفي العديد من المهرجانات المسرحية والمسلسلات العربية منها:-
1. حاز على جائزة أفضل ممثل بمهرجان المسرح الأردني لعام 2009.[2]
2. نال لقب أفضل ممثل أردني في المرتبة الثالثة عن مسلسلي «العنود» و«بلقيس» في أستفتاء مجلة سيدتي،[4] وتم تكريمه على ذلك [5]

## المسلسلات
| المسلسل             | الشخصية                               | أشترك معه | العام | المصدر |
| ------------------- | ------------------------------------- | --- | ----- | ------ |
| أخوة الدم           | رماح ولد وهدان                        | ياسر المصري | 2014  |        |
| المرقاب             | عكاش الجبان الغيور من الفرسان الشجعان | منذر رياحنة ونادية عودة ونبيل المشيني ومحمد العبادي وعبير عيسى ونجلاء العبد الله وعبد العزيز الحداد                                                        | 2010  | [ 6 ]  |
| بلقيس               | قائد جند الحمراء رمّاح                 | صبا مبارك وأسعد فضه غسان مسعود ومنذر رياحنة ومارغو حداد وماهر جابر وداوود جلاجل وسهير فهد ومحمد القباني                                                    | 2009  | [ 7 ]  |
| العنود              | الصقر عاشق العنود                     | ياسر المصري ومارغو حداد وعاكف نجم وهشام هنيدي ومحمد الإبراهيمي ونجلاء عبد الله                                                                             | 2009  | [ 6 ]  |
| حب الهايد بارك      | كمال                                  | ياسر المصري ومحمد قباني ورفع النجار وفرح بسيسو ومشعل المطيري                                                                                               | 2009  | [ 8 ]  |
| عطر النار           | السيد                                 | ياسر المصري وعبير عيسى ومحمد الإبراهيمي ونبيل المشيني وسميرة خوري وعاكف نجم ورفعت النجار                                                                   | 2009  | [ 8 ]  |
| عيون عليا           | الشيخ تركي ولد هوّاش                   | ياسر المصري وصبا مبارك ومحمد المجالي وحسن الشعر ويوسف يوسف ونجلاء عبد الله ومحمد الإبراهيمي ونبيل المشيني وأشرف تلفاح ومحمد العبادي ودانا جبر ورفعت النجار | 2008  | [ 8 ]  |
| عودة أبو تايه       | جريّد                                  | منذر رياحنة وحسن الشاعر ونادرة عمران ونجلاء عبد الله وديانارحمة ودانه جبر ونبيل المشيني وتحسين خوالدة وسهيل الجباعي ومحمد العبادي                          | 2008  | [ 8 ]  |
| أبو جعفر المنصور    | أبوالعباس السفاح                      | ياسر المصري ومنذر رياحنة وإياد نصار وعباس النوري وعبير عيسى وجولييت عواد وجميل عواد                                                                        | 2008  | [ 8 ]  |
| القدس أولى القبلتين | عبد الله                              | منذر رياحنة وسلوم حداد وعبد الهادي الصباغ وسوزان سكاف ونادية عودة ونبيل المشيني ورشيد عساف                                                                 | 2008  | [ 9 ]  |
| الاجتياح            |                                       | عباس النوري وصبا مبارك ومنذر رياحنة ونادرة عمران وإياد نصار                                                                                                | 2007  | [ 1 ]  |
| دعاة على أبواب جهنم |                                       | ياسر المصري وصبا مبارك وسلوم حداد وعابد فهد وعبد الاله السناني وزهير النوباني وغسان مسعود ولا را الصفدي وعاكف نجم                                          | 2006  |        |
| أبناء الرشيد        |                                       | إياد نصار ومنذر رياحنة وهاني الروماني ورشيد عساف ونورمان أسعد ومرح جبر وعبير عيسى وباسم ياخور وفايز قزق ومحمد المجالي                                      | 2006  |        |
| المرابطون والأندلس  | مزدلي بن محمد                         | سامر المصري وعابد فهد ومرح جبر وفتحي الهداوي وسلوم حداد ووائل نجم وعمار شلق                                                                                | 2005  |        |
| سر النوار           |                                       | جمال سليمان وسلوم حداد ومنى واصف وخالد تاجا وعبير شمس الدين وعارف الطويل                                                                                   | 2001  |        |
| إنترنت كافيه        | فكرة وإخراج وتمثيل أحمد العمري        | بمشاركة اشرف طلفاح وفيصل عبد العزيزوإنتاج تغريد هاني | 2000  |        |
| جرح الغزالة         |                                       | | 1998  |        |
| الصديقات            |                                       | صبا مبارك ومحمد العبادي وسهير فهد وهالة عودة ومحمد المجالي وناريمان عبد الكريم وإنتاج عصام حجاوي وإخراج علاء الزعبي                                        |       | [ 11 ] |
| آخر ايام اليمامة    |                                       | صبا مبارك |       | [ 12 ] |

## المسرحيات
| المسرحية                | الشخصية | أشترك معه                                                                     | العام |
| ----------------------- | ------- | ----------------------------------------------------------------------------- | ----- |
| مسرحية سكان الكهف       |         | أريج جبور، سوزان البنوي، بلال زيتون وإخراج خليل نصيرات                        |       |
| مسرحية أحلام شقية       |         | نهى سمارا ورائد الشقاح وتأليف الكاتب سعد الله ونوس وإخراج نبيل الخطيب         |       |
| مسرحية ليلة زفاف الكترا |         | صبا مبارك                                                                     |       |
| مسرحية أحلام جنونية     |         |                                                                               |       |
| مسرحية الحفرة           |         |                                                                               |       |
| مسرحية حليمة            |         |                                                                               |       |
| مسرحية رؤية أخيرة       |         |                                                                               |       |
| مسرحية ولَو              |         |                                                                               |       |
| مسرحية بريتانيكيس       |         |                                                                               |       |
| مسرحية الصرخة           |         | صبا مبارك                                                                     |       |
| مسرحية رحلة حنظله       |         |                                                                               |       |
| مسرحية رقابة مشددة      |         | من اعداد وإخراج أحمد وتمثيله وهي للكاتب جينيه                                 |       |
| مسرحية قبعتان ورأس واحد |         | عن روايه لمؤنس الرزاز وإخراج حسن نافع وتمثيل مصطفى أبو هنود وفاديا الإبراهيمي |       |

## الأفلام
| الفيلم           | الشخصية | أشترك معه         | العام |
| ---------------- | ------- | ----------------- | ----- |
| فيلم الحياة اولا |         | صبا مبارك         |       |
| فيلم ديك الأحلام |         | إخراج فيصل الزعبي |       |

## وصلات خارجية
- أحمد العمري على موقع قاعدة بيانات الأفلام العربية
- مهرجان المسرح العربي الثالث في بيروت الذي تنظمه الهيئة العربية للمسرح "جريدة الحياة"

## هوامش